# 法蘭茲·鮑亞士
弗朗茨·博厄斯（德語：Franz Boas，1858年7月9日—1942年12月21日），是德國裔美國人類學家，現代人類學的先驅之一，享有“美國人類學之父”的名號；他也是语言学家，美国语言学研究的先驱。他开创了人类学的四大分支：体质人类学、语言学、考古学以及文化人类学。如同許多當年的先驅者，博厄斯的學科訓練來自其他學科；他获得物理學博士，並從事地理學的博士后研究。他將科學研究方法運用於人類文化與社會的研究，這個領域先前根植於圍繞著奇聞軼事的巨型理論論述。

## 早年生活與教育
法蘭茲·鮑亞士生於德国北莱茵-威斯特法伦明登市。雖然他的祖父母是不折不扣的猶太人，其雙親卻如同大多數的德籍猶太人，依循著啟蒙時代的價值觀，其中包括與現代德國社會同化。鮑亞士對其猶太背景十分敏感，雖然他口頭上駁斥反猶太主義，並拒絕改信基督教，但他從不認同自己是猶太人；事實上，依據他的傳記作者所言：「他是一個『族群定義上』的德國人，在美國保存並提倡德國文化與價值」。在一篇簡短自傳中，鮑亞士寫道：
我早年的思想背景來自一個德國家庭，其中1848年革命的理想是一股活躍動力。我的父亲是自由主义者，但并不热衷于公众事务；我的母亲是理想主义者，對公众議题非常感興趣；他們在1854年於我的家乡創立了幼稚园，致力于科学。我的父母砸碎了教条的枷锁。我父亲对他雙亲的家庭礼仪，依然保持着一份情感，但並不允许這份情感影响他的知识自由。
鮑亞士從早年在明登市福禄贝尔幼稚园的经历，到他在文理中學的学习中，接触了博物學并对它产生兴趣。在他在“文理中學”的工作中，他最感興趣與自豪的是植物地理分布研究。然而，在鮑亞士就讀大學後，起先在海德堡大学，後來到波昂大学──他在波昂加入Burschenschaft Alemannia兄弟會，並終身參與它的活動──他关注的卻是数学和物理学（尽管他也選修一些地理学课程）。他當時有意前往柏林学习物理学，但为了更親近家人而选择基尔大学，他在那里向卡思登学习物理学。鮑亞士希望从事有关常态分布的高斯定理研究，而卡思登却引导他研究水的光学特性；该研究成为他博士论文的基础。
1881年，鮑亞士在基尔大学获頒物理学博士学位；他对他的论文并不满意，反而對從事研究期間深感困擾的感知问题產生了兴趣。当鮑亞士在海德堡修習庫諾·費雪的美学课程時，以及在波昂修習首屈一指的康德主义哲学家班諾·厄德曼（Benno Erdmann）的课程时，他已对康德學派思想产生兴趣。該兴趣促使他转向“精神物理学”，關注物理学之中的心理学和认识论问题的一門学问。他再度考慮前往柏林向赫爾曼·馮·亥姆霍茲学习精神物理学，但是精神物理学在當時的地位并不确定，而且鮑亞士并未受過心理学训练。

## 畢業後的研究
巧合的是，提歐伯·費雪（Theobald Fischer）已移居到基尔，且鮑亞士已将地理学視為一條途径，用以探索他對介於主观经验与客观世界間的關係，所逐漸增長的興趣。在當时，德国地理学家们在討論文化变异的原因這個議題上，分为两派。许多人主張，自然环境是主要决定因素；但其他人（特别是瑞特佐Friedrich Ratzel）试图证明，思想透过人类迁移而传播是更重要的。1883年鮑亞士前往巴芬岛從事地理學研究，探討自然环境對於當地因纽特人迁移的影響。這是鮑亞士的許多民族誌田野工作的第一個，他摘錄田野筆記，撰寫他第一本專著：《中央爱斯基摩人》（The Central Eskimo，1888）。
鮑亞士與巴芬島的因紐特人共同生活並從事研究，而且他對於探討人們的生活方式，發展出終生的研究興趣。
鮑亞士記述，在北極圈冬季的永夜期間，他與旅行同伴迷路，被迫繼續駕著雪橇達26小時之久，穿越冰層、軟雪、以及降到零下四十六度的低溫。後來，他們安全到達一處遮蔽處休息，並從「飢寒交迫」中恢復過來。第二天，鮑亞士在他的信函日記中寫下：
我經常自問，我們的完善社會勝過於這些「野蠻人」的優點是什麼，而且發現，當我越是看到他們的風俗，越覺得我們沒有權利鄙視他們......。沒有權利因為他們的生活形式與迷信，在我們看來似乎相當可笑，而責怪他們。相對來說，我們這些「受過高等教育的人」更糟糕...。
鮑亞士在同一封信繼續解釋：「因此，個人可為人類提供的所有貢獻，必須用在提倡事實」。他被迫依賴不同的因紐特群體來取得所需的一切，從方位與食物到遮蔽處與友誼。這是艱困的一年，充滿著許多極大的困難，包括受到一次又一次疾病、不信任、黑死病與危險等等的襲擊。鮑亞士成功探索了許多未曾調查的區域，並發現獨特的民族誌事實，但漫長冬季與寂寞的越過危險地形的長途跋涉，迫使他探索他的靈魂，為他做為科學家與公民的生命找尋方向。
鮑亞士對於原住民社群的興趣，在他任職於柏林皇家民族學博物館（今柏林民族博物館）時逐漸增長。他在柏林經過介紹而結識加拿大卑詩省Nuxálk族的成員，觸發他與太平洋西北海岸第一民族建立終生的關係。鮑亞士回到柏林以完成其研究，在1886年（在亥姆霍兹的支持下）成功地对其大学任教资格论文《巴芬陆地》（Baffin Land）进行答辩，并被任命为地理学“无薪大学教师”（privatdozent）。
当鮑亞士在巴芬岛时，他开始发展对於非西方文化研究的兴趣，更進一步於1885年前往位在柏林的皇家民族学博物馆，与体质人类学家魯道夫·菲爾紹和民族学家阿道夫·巴斯蒂安共同工作。兩年前（1883年），鮑亞士为了準備前往巴芬岛探险，曾向菲爾紹学习解剖学。當时，菲爾紹捲入一场与他昔日学生恩斯特·海克爾之间对於演化的喧嚣争论。海克爾在閱讀达尔文的《物种起源》后，決定放弃他的医生职涯，改而研究比较解剖学，而且不遗余力地在德国推广达尔文的思想。然而，如同其他大多数在1900年重新发现孟德尔遗传学以及1918年现代綜合理論发展之前的自然科学家，菲爾紹覺得达尔文的理论很薄弱，因为他们缺乏一套细胞突变的理论；因此，菲爾紹偏爱拉马克學派的演化模型。該争论在地理学家中引起共鸣，拉马克論者相信环境力量可以促成有機體快速与持久的变化，该变化并没有遗传原因；因此拉马克論者和环境决定论者时常发现他们处在争论的同一方。
而鮑亞士与巴斯典更为密集地工作，后者以其对环境决定论的反感而著名。取而代之的，他试图证明“人类心智一致性”，這是一个信念，所有的人类都具有相同的知識能力，以及所有文化都基于相同的基本心智法则。他试图证明，习惯与信仰的变异是历史偶然事件的结果；該观点呼應鮑亞士在巴芬岛的经历，并吸引他转向人类学。
在獲得大學任教資格後，鮑亞士經由美國紐約前往加拿大不列卑詩省進行為期三個月的旅程。1887年1月，他在纽约获得《科學》杂志的助理编辑一職，為了远离德国愈演愈烈的反犹太主义与民族主义，以及對地理学家而言極其有限的学术机会，他决定留在美国。
除了在《科學》杂志的编辑工作，鮑亞士還在1888年获得了美國克拉克大学人类学講師（dozent）的职位，但他在克拉克大学的机会有限，因为這所大学並未設立人类学系；而且，他担心校长斯坦利·霍爾对其研究的干涉。1892年，鮑亞士加入了大批其他克拉克大学教師的辞职行列，以抗议霍爾侵犯学术自由；此后他于1893年被任命為芝加哥哥伦布纪念博览会人类学首席助理。

## 十九世紀末論辯

### 科學对立於歷史
某些学者，如鮑亞士的学生阿尔弗雷德·路易斯·克鲁伯，認為鮑亞士運用其物理学研究模式，做為进行人类学研究的方針。但其他许多人，如鮑亞士的学生亚历山大·莱瑟（Alexander Lesser），以及后来的研究者如玛丽安·史密斯（Marian W. Smith）、赫伯特·刘易斯（Herbert S. Lewis）和马蒂·班佐（Matti Bunzl），指出鮑亞士明确拒绝物理学，而是支持以历史学做为他的人类学研究模式。
此种科学与历史间的差别源自於19世纪的德国学术界，他們区分Naturwissenschaften（科学）与Geisteswissenschaften（人文学），或区分Gesetzwissenschaften（提出定律的科学）与Geschichteswissenschaften（历史学）。一般而言，在這兩組術語之中，前者指涉對於受客观自然法則支配之现象的研究，後者指涉那些只有從人类感知或经验的角度來看，才會具有意義的现象。在1884年，康德哲学學派哲学家威廉·文德尔班创造了律則式（nomothetic）和個殊式（idiographic）这两个名词，以描述这两个方向殊異的方法。他观察到多数科学家混合使用此两种方法，但比例各不相同；他将物理学视为律則式解釋的绝佳范例，而历史学则是個殊式解釋學科。而且，他主張這兩者每個都源自於康德对於理性的兩種“兴趣”之一，這是康德在《判断力批判》中提到的──其一為“归纳”（generalizing），其二为“詳細說明”（specifying）。（文德尔班的学生海因里希·李凯尔特在〈自然科学概念形成的限制：对历史科学的逻辑性介绍〉一文中，阐述了这個差别；鮑亞士的学生阿尔弗雷德·路易斯·克鲁伯和爱德华·萨丕尔大量依赖這篇文章來界定他们的人类学方法。）
尽管康德認為對理性的这两种兴趣是客观与普遍的，但自然科學与人文科学之間的区别已在德国被制度化，這是透过在启蒙运动之後的学术研究与教学組織。在德国，启蒙运动由康德本人所主導，他试图建立一些植基於普遍理性的法则。在对康德的回應中，德国学者如赫尔德主張人類的創造力，必然採取不可预测与高度變異的形式，而且与人类的理性同樣重要。1795年，伟大的探险家与博物学家威廉·馮·洪堡呼籲建立一套人類學，結合康德与赫德的兴趣。洪堡於1809年創立柏林大学，他的地理学、历史学与心理学著作，也提供鮑亞士賴以使其知识倾向趨於成熟的环境。
在洪堡學派传统下從事研究的历史学家，发展了一些概念，成为鮑亞士學派人类学的核心思想。蘭克将历史学家的任务界定为“全然如實呈現歷史確實的樣貌”，这是鮑亞士经验论的基石。威廉·狄尔泰强调了“理解”在人类知识的中心地位，并强调一个历史学家的經歷可提供一個基礎，用於對一位历史行动者的處境，產生一種感同身受的理解。对鮑亞士而言，两者的价值可引述歌德的话而完美表达：“一個个别行动或事件是令人感到有興趣的，這不是因为它是可解釋的，而是因为它是真实的。”
这些思想对鮑亞士的影响，顯現於他1887年的短文〈地理學研究〉（"The Study of Geography"），其中他区别了自然科學(試圖探索決定现象的某些法則)與歷史科學(寻求從现象自身的角度，对现象產生一個徹底理解)。鮑亞士主張，就這個意義來說，地理学確實是而且必须是历史的。1887年，在他的巴芬岛探险之后，鮑亞士写下了《民族學分类的原则》（"The Principles of Ethnological Classification"），在文中他发展了这一论點，運用於人类学：
民族學现象是人類的体质与心靈特質的產物，也是這個特質在周遭环境影响下发展的产物……“环境”是国家的外在条件，也是社会学现象，換言之，人与人之间的关系。而且，对现有环境的研究是不够充分的：人群的历史，透過人群的遷移而傳遞的這些區域的影響力，以及他們所接触的人群，都必须納入考虑。
这個陳述呼應了瑞特佐对於人类迁移和文化接触的历史过程的关注，以及巴斯典对环境决定论的拒斥。它也强调了文化如同一個脈絡(context)（“环境 (surroundings)”），以及历史的重要性。这些是鮑亞士學派人类学（马文·哈里斯后来称之为“历史特殊论”）的註冊商標。引导了鮑亞士往後十年的研究，以及他对往後学生的指導。（參閱[Lewis 2001b]有別於哈里斯的观点。）
雖然脈絡和历史是鮑亞士將人类学理解為“Geisteswissenschaften”（人文學）和“Geschichtswissenschaften”（歷史學）的基本要素，鮑亞士學派人类学仍与“Naturwissenschaften”（科學）具有一個共同的基本要素：经验论。在1949年，鮑亞士的学生阿尔弗雷德·路易斯·克鲁伯总结了一些經驗論法則，這将鮑亞士學派人类学界定为一門科学：
1. 科學方法是始於問題，而不是始於答案，至少對所有的價值判斷而言。
2. 科學是不帶感情的研究，也因此不能完全取代任何一種「已在日常生活中明確表述的」意識型態，因為這些意識形態本身不免在傳統上或規範上，帶有情緒成見的色彩。
3. 徹底的全有或全無、黑與白的判斷方式是極權主義態度的特徵，而且在科學之中不具任何地位，科學的本質是推論與公正的。

### 直生論對立於達爾文演化論
鮑亞士及其学生的最伟大成就之一，是他们对当时的体制、社会與文化的演化理论潮流的批判。这一批判是鮑亞士在博物馆工作和他在人类学四大分支工作的核心。
基於这項理由，某些人主张鮑亞士派人类学与达尔文的演化論相衝突。这個论點是沒有根据的，且错误地设想人们經常使用“演化”一词來指称同一事物。实际上，鮑亞士支持达尔文的理论，尽管他並不认为它可以自然而然地適用於文化和历史现象。鮑亞士學派所嘲笑與拒斥的是当时盛行的直生论。直生論是一个确定的或目的論的演化过程，在这个过程中变異是向前推進的，而與自然选择無關。鮑亚士拒斥这套由爱德华·伯内特·泰勒、路易斯·亨利·摩爾根以及赫伯特·斯宾塞所发展的盛極一時的社會文化進化論，并不是因为他反对“演化”概念本身，而是他赞同达尔文的演化观而反对直生論的演化观。
这些盛行的文化演化理论与达尔文的理论之间的差異不能被夸大：这些理论家主张，所有社会的进步都歷經以一套相同次序中的幾個相同阶段。因此，尽管鮑亞士在巴芬岛所研究的因纽特人，與他在擔任大学研究生時所研究的德国人，兩者是同时代的，但演化论者主张因纽特人处于他们演化的早期阶段，而德国人在晚期阶段。这呼應著一个流行的对达尔文的误读，人类是源自於黑猩猩。实际上，达尔文主张黑猩猩和人类同樣是演化而來的。足以描寫达尔文理论的特性的是，它關注某个物种轉变成另一个物種的“过程”；“适应”是解释某一物种及其环境间关系的关键法则；以及“自然选择”做为一个轉变机制。相對地，摩尔根、斯宾塞與泰勒极少提及轉变的过程和机制。
除此以外，达尔文透过对大量经验資料的谨慎检视而建立其理论。鮑亞士學派研究显示，事实上文化演化论者的每个主張都與資料相矛盾，或反映了对資料的深刻误解。正如鮑亞士的学生罗伯特·罗维所评述的：“与某些關於這項主題令人误解的陈述相反的是，並没有任何可信賴的反對演化觀念的論點，是經過科学方法证实的，尽管仍有一些對於演化形而上學的堅強敵意，扭曲了确立的事实。”
在一份未出版的讲稿中，鮑亞士描述了他歸功於达尔文之處：
尽管这个思想并未十分明确表現达尔文对精神力量发展的讨论，看来相當清楚的是，他的主要目标是表达他的堅定信念，各種心智能力的发展并不具有一個確切的目的，而是它們源自於变异，而且透过自然选择而被延续。这一思想亦由华莱士明确表达，他强调某些外表看似合乎理性的人類活动，可能是在並未確實運用理性思考的情况下，而完善地发展出來。
因此鮑亞士暗指的是，表面上看似一個文化之中的各種模式或结构，並不是有意識设计的产物，而是各種不同機制（例如传播與独立发明）所产生的結果，它們產生了由人们生存与行动于其中的社会环境所塑造的文化變異。鮑亞士藉由確认达尔文著作的重要性，總結這篇讲稿：
我希望我已成功呈献給各位——尽管仍有缺陷——歸功於不朽的达尔文作品所引发的這些思潮，已造就了人类学的今日样貌。（Boas, 1909 lecture; 见Lewis 2001b.）

## 學術生涯早期：博物館研究
在19世纪晚期，美国人类学受到美国民族学局的控制，由约翰·威斯利·鲍威尔擔任局長，他是一位地质学家，支持摩尔根的社會文化進化論。美国民族学局座落於华盛顿的史密森學會，且史密森的民族学主管歐提斯·梅森与鮑威爾一样信奉文化演化（哈佛大学的皮博迪博物馆（Peabody Museum）是个重要的——尽管規模较小——人类学的研究中心）。
正是在鮑亞士为博物馆征集藏品与展览而工作期间，鮑亞士形成了其对文化的基本见解，這使他離開博物馆，而寻求将人类学建立为一門学科。
在这段期間，鮑亞士再度前往太平洋西北岸，達五次之多。他持續進行的田野研究使他想到，文化做為解釋人类行为的一个地方脈絡。他对於地方脈絡和历史的强调，使他反对当时的主流思想模式：社會文化進化論。
鮑亞士起初在亲属关系问题上，與演化论相決裂。摩尔根主张，所有人类社会都是从最初的母系组织形态轉變為父系组织。在不列颠哥伦比亚北海岸的印第安团体，如钦西安人（Tsimshian）和特林吉特人，都是被歸類到母系氏族。而南海岸的印第安人如努特卡人（Nootka）以及萨利什人（Salish）被歸類為父系团体。鮑亞士关注夸扣特尔人，他们居住在上述两群之间。夸扣特尔人似乎具有混合特征。在婚前，一个男人将采用其妻子父亲的名字和羽饰。他的孩子也采用这些名字和羽饰，尽管他的兒子在结婚时就會失去它们。名字和羽饰因此保存在母系中。起初，鮑亞士如在他之前的摩尔根一样，认为夸扣特尔人曾经和他们北方邻族一样是母系的，但后来他们开始演化到父系团体。然而1897年他进行了自我批判，并且主张夸扣特尔人是从早先的父系组织轉变成母系組織，这是由於他们向北方邻族学习了母系原则。
鮑亞士对摩尔根理论的拒斥，導致他在一篇於1907年發表的文章裡，挑战歐提斯的博物馆展示原则。然而，更有问题的是关於因果关系及分类的基本问题。物质文化的演化观点使得博物馆研究人員根据技术发展的功能或级别来组织展品。研究人員假定器物的形态变遷，反映了一些前进式演化的自然过程。但鮑亞士認為，一件器物的形态反映了其被制作和使用的环境。鮑亞士主张“尽管類似的原因产生類似的结果，但類似的结果不見得具有類似的原因”。鮑亞士认识到，即使是形态相似的器物，也可能基於不同原因，而在不同脈絡中發展出來。歐提斯的博物馆展示依據幾條演化路線來组织，错误地將類似结果並置在一起；那些沿著脈絡路线而组织的展示，将會呈現類似的原因。
1892年，哈佛大学皮博迪博物馆館長暨研究員普特曼被任命擔任芝加哥博覽會民族學與考古學部門的負責人，鮑亞士獲聘擔任他的助理，鮑亞士因此有機會將他的研究取向運用於展示。鮑亞士安排了十四位來自不列顛哥倫比亞的夸扣特尔人來到芝加哥，並居住在一個仿造的夸扣特尔人村落中，他們可在那裡依據脈絡來進行其日常工作。
在世界美洲博覽會之後，鮑亞士在芝加哥新設立的費爾德博物館(Field Museum)工作直到1894年，當時他的職位(在違反他的意志下)由美國民族學局的考古學家霍姆斯所接替。1896年，鮑亞士被任命為美國自然歷史博物館擔任民族學與人體學的助理研究人員。1897年他組成了傑瑟普北太平洋海岸考察隊(Jesup North Pacific Expedition)，一場為期五年對於太平洋西北海岸土著的田野研究，這些人的祖先是從西伯利亞跨越白令海峽遷移而來。他嘗試沿著脈絡的路線來組織展示，而不是沿著演化路線。他也發展了切合其策展目標的研究計畫:從擴大在一個社會之內的各種詮釋脈絡的這個角度，來描述他對學生所下的指令，他解釋說：「...他們自己取得標本；他們取得對這些標本的解釋；他們取得相關文字資料，一部分關聯到這些標本，一部分關聯到這個人群的概況；而且他們取得當地語言的語法資料」。這些擴大的詮釋脈絡全被抽離進入一個脈絡，這是這些標本或標本組合體，可能被展示的脈絡：「我們希望有一套蒐藏品，依據各個部族來安排，這是為了傳達每個群體的特殊風格」。然而，他的取向使他與博物館總裁傑瑟普(Morris Jesup)以及館長班普斯(Hermon Bumpus)發生衝突。他於1905年辭職，再也沒有為任何博物館工作。

## 學術生涯晚期：學院人類學
1896年，鮑亞士被任命為美國哥倫比亞大學體質人類學講師，並于1899年升等為人類學教授。然而，在哥大教學的人類學家分屬不同科系。當鮑亞士離開美國自然歷史博物館，他與哥倫比亞大學協商將人類學家集中到同一個系，鮑亞士将主持该系。鮑亞士在哥大的人類學系成为美國第一個設立博士課程的人类学系。
在這段期间，鮑亞士发挥了关键作用，将美国人类学会组织這個新兴领域的一个傘形結構组织。鮑亞士起初希望美国人类学会的成員限定為专业人类学家，但是麥克基(W.J. McGee)（另一位参與由鮑威爾所领导的美国民族学局的地質学家）主張，该组织应当开放其他學科加入成员。麥克基的立场站了上风，而且他在1902年被选为美國人類學會的首任主席。鮑亞士与普特曼（Putnam）、鮑威爾和荷曼斯（Holmes）同時被选为副主席。
鮑亞士同時在哥大和美國人類學會，鼓吹人类学“四大分支”的概念；他亲自为体质人类学、语言学、考古学以及文化人类学做出贡献。他在这些分支的工作擔任開路先鋒：在体质人类学，他领导学者遠離种族的静态分类学，而强调依照人类生物学與演化进行分类；在语言学，他打破了经典文獻学的侷限，并确立一些现代语言学及认知人类学的核心问题；在文化人类学，他（与马凌诺斯基一起）建立了脈絡論者的研究取向，探討文化、文化相对论與田野工作的参与观察法。
四大分支的研究取向，被認定不仅将不同类型的人类学家集中到一个科系，更是透过将人类学研究的不同課題整合成为一个整体的課題，來重新設想人类学，这是鮑亞士对這個学科的重大贡献，并成为美国人类学有别于英国、法国、德国等國人類學的特征。这個研究取向将人類學的課題──人類物種界定为一个整体。這個焦点并未使鮑亞士寻求将所有的人類与人类活动形态化约为某些最小公分母；更恰當的說，他明白人類物種的本质，將是在於人类形态与活动方面的為数龐大的变异（這是一条類似於达尔文探討一般物种的研究取向）。
在他1907年的文章〈人类学〉中，鮑亞士为人类学家确定两个基本问题：“为什么世界上的部落和民族會有所差異？现在的差异是如何发展出来的？”由这些问题推而广之，他解释了人类学研究的目標如下：
我们並不是讨论一個个体的人類所具有的解剖学的、生理学的與心智的特质；我们感興趣的卻是，这些特征在不同地理区域與不同社会阶层的人類群體中的多样性。我们的任务就是探究引發这些被观察到的差异的原因，並调查引致人类生活多樣形态的建立的一些事件的發生順序。换言之，我们感兴趣的是，生活在相同生物、地理與社会的环境下的人們，所具有的解剖学的與心智的特质，而且將其視為由它們的过去所决定的。
这些问题标示着一个与当时流行的人类多样性思想的明显决裂，后者假定某些人群具有歷史，明显记載於历史（或书写）记录中，然而其他人群欠缺文字记录，也就欠缺历史。對某些人而言，介於两种不同类型社会间的這項区别，解释了介於历史学、社会学、经济学及其他关注文字记录的学科，與人类学这个被假定專注於无文字记录的人群的学科之間的差异。鮑亞士拒斥这種介於兩種社会类型间的区别，以及这套学术分工。他了解所有的社会都具有历史，且所有社会都可成為人类学研究的合适对象。为了以相同研究取向探究有文字与无文字社会，他强调透过对文本以外事物的分析，研究人类历史的重要性。因此，在他1904年的文章〈人类学的历史〉（"The History of Anthropology"），鮑亞士写道：
人类学家作品的历史发展，似乎清楚地挑选一个迄今尚未由其他任何科学所涉足的知识领域。这就是所有不同人種的生物史；運用於无文字语言人群的语言学；對於无历史记录的人群的民族学；以及史前考古学。
十八世纪與十九世纪的历史学家及社会理论家已在思索關於这些差異的起因，但鮑亞士抛弃了这些理论，特别是占主流地位的社會文化進化論。他努力建立一門學科，這門學科的主张將會植基于严格的经验研究。
他在最重要的著作之一——《原始人的思维》（The Mind of Primitive Man）（1911年出版）——整合了上述各种关注，并建立了一個人類學系，主導了美国人类学往後十五年的發展。在这項研究中，他确立了任何特定人群、生物學、语言、物质的與象征的文化均为自主的；每一个都是同等重要的人類行為面向，但其中没有任何一个面向可以化约为另一个。换言之，他确立了文化並不是任何独立变項的依變項。他强调任何人群的生物、语言與文化特徵是歷史發展的產物，其中包含了文化与非文化力量。他确立文化多樣性是人类的一个基本特征，而且這個特定文化环境建构了許多个体行为。
鮑亞士也将自己呈現為一個公民科学家的角色模範，他理解即使有對於真相的追求做為他的目標，所有知识都具有道德结果。《原始人的思维》一書以对人文主义的呼唤做結：
我希望在書中略述的這些讨论已經呈現，人类学资料教導我们，对有别于我们的文明类型抱持更大宽容，我们应学着以更大同理心來看待異己种族，並抱持一種堅信，當所有種族都以某種方式，對以往的文化进展做出贡献，因此他们也将能促进人类的利益，只要我们願意提供他们一个公平机会。

### 體質人類學
鮑亞士的体质人类学研究，結合了他对达尔文演化論以及將迁移視为变迁原因的這兩個研究兴趣。他在這個领域的最重要作品是对纽约移民子女体型改變的研究。其他研究者已提出在美国人与来自欧洲不同地區的人們间，身高、头骨尺寸、以及其他体质特征的差异。许多人運用这些差異，主張不同种族间存在著先天的生物差异。鮑亞士的主要兴趣是對於变迁过程研究──針對象徵文化、物质文化及语言；他因此开始测定是否体型也受变迁过程所影響。鮑亞士研究了17,821个人，區分為七个民族─国家群體。鮑亞士发现移民的头骨尺寸平均值，明显有别於在這些分组之中出生於美国的成员。此外，他发现由母親在抵达美国之後的頭十年内所生的孩子，其头骨尺寸的平均值，明显有别於那些在母亲抵达十年之后所生的孩子。鮑亞士并不否認体质特征是遺傳的，例如身高或头骨大小；然而，他確實主张环境对这些特征具有影響力，這是随时间变化而被顯现出来。这項工作對於他深具影响力的主张——种族间的差異並非不可改变的——具有核心地位。
在當時，这些发现是激进的且依然持續争论中。2002年人类学家史巴克斯（Corey S. Sparks）和詹茨（Richard L. Jantz）宣称，由相同父母在欧洲和美国所生的孩子之间的差异極小且不显著，而且暴露於美国环境中，对孩子的頭骨指数并未發生可察覺的影响。他们主张其研究結果與鮑亞士原先的发现相矛盾，并论证鮑亞士的發現可能不會再被用來支持头骨形态学中的可塑性论点。然麥克斯（Jonathan Marks）——著名的体质人类学家以及美国人类学会前任的普通人类学部門主席——指出这項对鮑亞士工作的修正研究“具有绝望（如果不是困惑）論调，而且很快受到更多主流生物人类学所反驳。”2003年，人类学家Clarence C. Gravlee、H. Russell Bernard與William R. Leonard重新分析鮑亞士的資料，并论定鮑亞士當初的发现大致正确。此外，他们將新的統計方法、電腦辅助研究法運用於鮑亞士的資料，并发现更多支持头骨可塑性觀點的证据。
在一份稍后的出版品，Gravlee、Bernard和Leonard重新检視史巴克斯和詹茨的分析。他们主张史巴克斯和詹茨扭曲了鮑亞士的論點，而史巴克斯和詹茨的資料確實支持鮑亞士。例如他们指出，史巴克斯和詹茨檢視头骨尺寸的变化，將它關聯到个體在美国居住的時間長度，以测试环境的影响。然而，鮑亞士檢視头骨尺寸的变化，將它關聯到個體的母亲在美国居住的時間長度。他们主张鮑亞士的方法更為有效，因为出生前环境是一項重要的個體發展因素。
尽管一些社会学家和演化心理学家指出，鮑亞士反对达尔文演化论，但鮑亞士实际上是达尔文演化思想的忠实支持者。在1888年，他宣称“民族学的发展大部分歸功於對生物演化原则的普遍认定”；從鮑亞士的时代以來，体质人类学家已确立，人类的文化能力是人类演化的产物。实际上，鮑亞士的体型变化研究對於达尔文学说的兴起發揮了重要作用。
重要的是請记得，鮑亞士是在生物学家對於遗传学毫無所悉的时代被訓練出來的學者；孟德尔遗传学直至1900年后才广为人知。先前的生物学家依赖对体质特征的测量，做为支持任何演化学说的经验数据。然而，鮑亞士的生物测量研究，使他质疑该方法與資料類型的效用。1912年，在柏林对人类学家發表的一場演讲中，鮑亞士主张这种统计学方法挺多只是增加生物学的问题，而无法解答它们。正是在这种脈絡下，人类学家开始转而以遗传学做为任何理解生物变异的基础。

### 語言學
尽管鮑亞士曾出版对美国土著语言的描述研究，并撰写關於语言分类工作在理论上的困难之處，他仍将這個主題留给同事与学生如萨丕尔去研究文化与语言间的关系。
但是，他1889年的文章《关于交替语音》（"On Alternating Sounds"）为语言学与文化人类学两科的方法论，提供了非凡贡献。這是对1888年丹尼尔·加里森·布林頓所发表论文的回应，当时布林頓为賓州大学的美国语言学与考古学教授。布林頓观察到，在许多美國土著的口语中，某些语音规律地交替。这显然不是个人口音所產生的作用；布林頓并未暗示说某些個體對於某些单字的发音異於他人。他主张有许多单字，甚至在被同一个说话者重复說出时，其发声法都會有相当程度的差异。运用演化理论，布林頓主张此种普遍的不一致性是语言处于劣等的标记，以及美國土著都处于他們演化過程低等阶段的证据。
鮑亞士对布林頓所討論的內容十分熟悉；他在巴芬岛和太平洋西北從事研究時也经历类似事情。然而，他主张“交替语音”絕對不是美國土著语言的特征——甚至他主张它们根本不存在。鮑亞士並未将交替语音當做文化演化不同阶段的客观证据，而是從他多年來關於客观自然现象的主觀感知的研究兴趣，來看待它们。他也思考先前对演化取向的博物馆展示的批评。在那里，他指出两种东西（如物质文化的器物）表面上看来是相似的，可能在实际上卻是非常不同。在這篇文章，他提出一種可能性，两种东西（语音）看似不同，可能在实际上卻是相同的。
简言之，他将注意力转移到对不同语音的“感知”上。鮑亞士以提出一个经验问题开始：当人们用不同方法描述一个语音时，是因为他们不能感知其差异，或是可能存在另一個理由？他立刻就确定立場，他不关心關於感知缺陷的個案——等同於色盲的聽覺障礙。他指出，這些用不同方式描述同一個语音的人們所具有的问题，等同於用相同方式描述不同语音的人們所具有的问题。这是研究描写语言学的关键：当研究一种新语言时，我们如何注意不同单字的发音？（在这一点上，鮑亞士预見了并奠定了音位学（Phonemics）与语音学（Phonetics）的区别。）人们可能用多种方法來發音一个单字，而且依然認知他们正在使用同一个单字。那麼，问题並不是“这些知觉未能被他们个人所认知”（换言之，人们认知到某些发音的差異）；而是这些语音“是依據其相似性而被分类”（换言之，人们将多种被感知到的语音归成同一类）。一个类似的视觉例子包括描寫颜色的单字。英语单字“green”能被用來指稱多种明暗、色调、濃淡。但有些语言並没有指稱“green”的單字。在这些案例中，人们可能将英語使用者所称的“green”归入“yellow”或“blue”中。这不是一个色盲的例子——人们能够感知颜色的差異，但他们歸類這些相似颜色的方式有别于英语使用者。
鮑亞士將这些原则運用於對不列颠哥伦比亚的因纽特语的研究。研究者们已發表某個特定单字的許多不同拼法。在过去，研究者透过许多方法解释这項資料──它可能指出對某个单字發音方式的各地变异，也可能指的是不同方言。鮑亞士主张另一種解釋：差异並非在於因纽特人如何發出這個单字的語音，而是在於使用英语的学者如何感知這個单字的发音。這項差異並非在於英语使用者本身無法感知這個被讨论的发音；而是英语的语音系统無法適應被感知的语音。
尽管鮑亞士对描写语言学的研究方法提供非常特殊的贡献，但是他最终的論點是意义深远：观察者的偏见並不必然是個人的偏見，它可能是文化的。换言之，西方研究者的感知範疇，可能有系统地導致一位西方人误解或無法完整感知另一文化中的一個有意義的成分。如同他对梅森的博物馆展示所提出的批评，鮑亞士論證了這個看似文化演化证据的东西，实际上是不合乎科学的方法與西方人对自身文化优越的信念所產生的结果。這個論点为鮑亞士的文化相对论提供了方法论基础：某個文化的各種成分，從該文化的角度來看是有意义的，即使它们從另一文化的角度來看是沒有意义的（或具有截然不同的意义）。

### 文化人類學

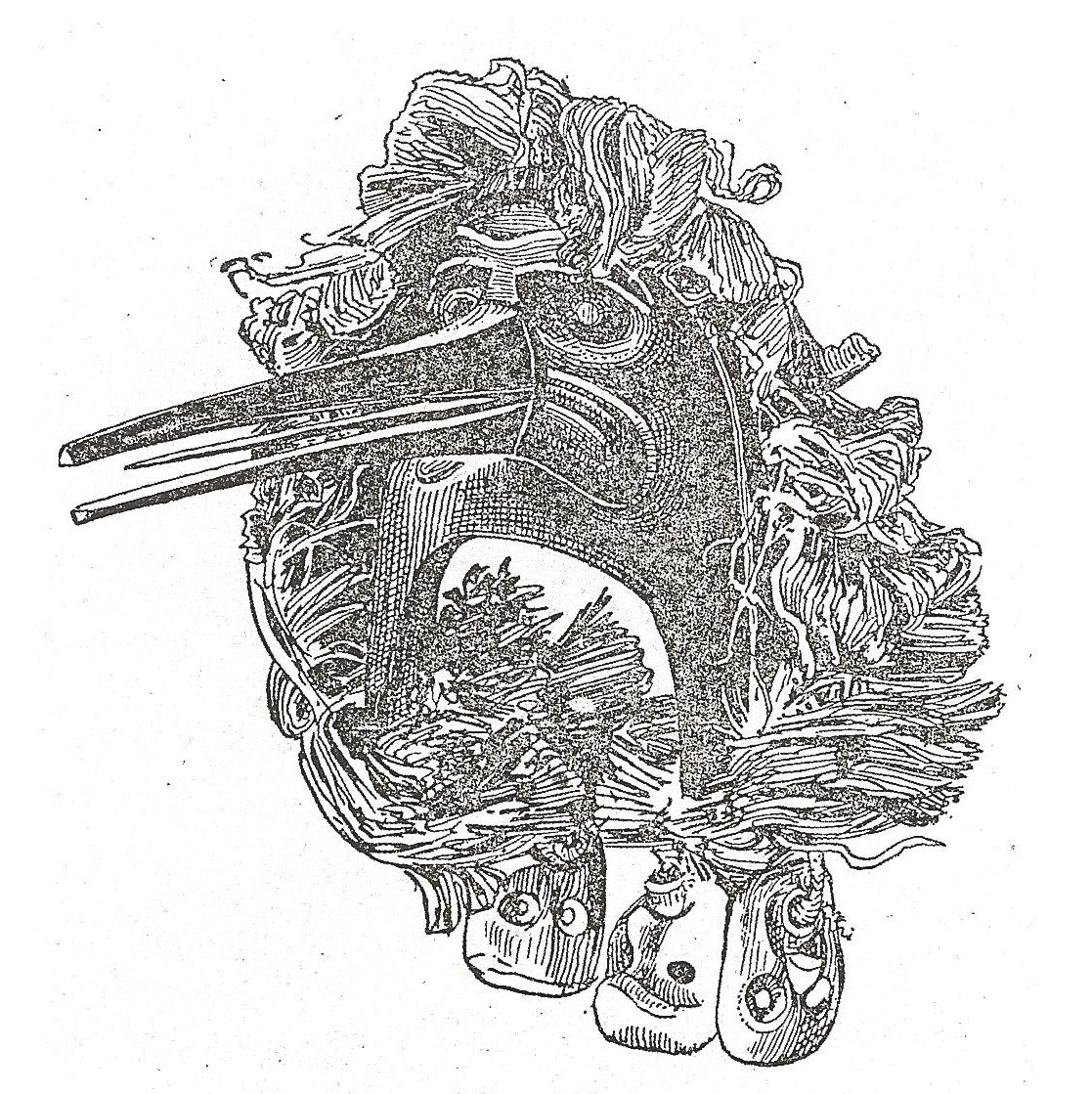
來自鮑亞士夸扣特爾印地安人社會組織與秘密會社 (1897)一書，對於夸扣特爾面具的素描。頭骨形狀的木雕懸掛在面具下方，這些木雕代表著Bakbakwalinooksiwey的一個食人鳥類助手。

鮑亞士民族誌研究方法的本质，是立基於他早期对“地理學研究”的论文。在那篇論文，他支持一种研究方法，即
将每种现象都看成，因它本身的存在，就是值得研究的。它存在的這項事實，就使它足以獲得我們全心的注意；而且對於它在時空中的存在与演化的知识，完全滿足了求知者。
当鮑亞士的学生露絲·潘乃德在1947年向美国人类学会發表主席就職演說时，曾引用文学批评家布瑞迪（A.C. Bradley）的话：“我们注意的是‘什么是’，注視著它如何发生與勢必发生，”以提醒人类学家此种個殊式解釋（idiographic）立場的重要性。
这個取向导致鮑亞士提倡文化人類學，它的特色在於堅强致力於：
- 经验論（對於以「科學定律」描述文化的各項嘗試，抱持著懷疑態度）
- 將文化視為流动與动态的观念
- 民族誌田野工作，人类学家在被研究的人群中長期居住，以當地语言從事研究，並与當地研究者共同合作，做为蒐集资料的方法。
- 以文化相对论做为從事田野工作的方法论工具，以及在分析资料时具有啟發性的工具。

鮑亞士主张，为了理解“什么是”——在文化人类学，特定的文化特質（行为、信仰和符号）——學者必須在它们的当地脈絡中檢視它们。他也了解到，當人们從某地迁到另一地，以及當文化脈絡随时间而改变，一个文化的各種要素及它们的意义将会隨之改变，这导致他强调對於文化分析而言，当地历史所具有的重要性。
尽管当时其他人类学家，如马凌诺斯基以及阿尔弗雷德·拉德克利夫-布朗关注对各社会的研究，他们认为社会是有明确界線的，但鮑亞士将注意力放在历史上，后者显示了某些文化特質从某地传播到另一地的程度，这致使他将文化界線视为多重與重叠的，并且是具有高度渗透性的。因此，鮑亞士的学生罗伯特·罗维一度将文化描述为一件“碎片和补丁”。鮑亞士和他的学生认为，由於人们试图理解他们的世界，因此他们寻求将世界的完全不同的要素整合起来，结果是不同文化可能是以具有不同形貌或模式为其特征。但鮑亞士學派也认为，這种整合狀態往往與传播處於紧张狀態，而且任何一個稳定结构的表象都是暂时的（见Bashkow 2004: 445）。
在鮑亞士的一生中，正如同現在的情況，许多西方人看到介於現代社會與傳統社會的基本差異，前者是以物力论（dynamism）与个人主义为其特征，後者則是稳定與同質的。然而，鮑亞士的经验田野研究使他反对前述的對比。比如，他1903年的文章〈阿拉斯加人针箱的装饰圖案：传统设计的历史，以一个美国博物馆的材料为基础〉（"Decorative Designs of Alaskan Needlecases: A History of Conventional Designs, Based on Materials in a U.S. Museum" ）提供了另一个例子，關於鮑亞士如何根据对经验资料的细致分析，而提出廣闊的理论主张。在确立了這些针箱的相似性后，鮑亞士呈現某些外形特質如何提供一套語彙，使个別工匠可从中创造设计变化。因此，他強調將文化視為一個脈絡，據以解釋有意义的行动，這使他对於一个社会中的个体差异感到敏感（威廉·亨利·霍尔姆斯在1886年的〈陶瓷艺术的外形与装饰起源及其发展〉一文提出了类似观点，尽管他不同於鮑亞士，他並未发展民族誌與理论的意涵）。
在1920年的一篇提綱挈領的文章《民族学的方法》（The Methods of Ethnology）中，鮑亞士主张，人類學需要的並不是“系統化列舉一个部族的經過标准化的信仰和习惯”，而是需要证明“個體的反應方式，包括對於他的整體社会环境，以及对於不同意见與行为模式，這些發生在原始社會中，而且是一些具有深远影响的变遷的發生原因”。
鮑亞士主张，对个体能動性的关注呈現了“个体活动在很大程度上受其社会环境所决定，但接下來他自己的活动影响了他生活其中的這個社会，且可能引發形态的修正”。因此，鮑亞士认为文化基本上是动态的：“这些方法一旦被采用，原始社会就失去了這個外表上的绝对稳定性……更正确地说，所有文化形态都呈现一种流动状态……”（见Lewis 2001b）
在鮑亞士對於將有文字与无文字社会間的這項区别，做为一种界定人类学研究对象的方式的适当性，提出反對之後，鮑亞士主张无文字与有文字社会应当以相同方式被分析。十久世纪历史学家已採用文獻学（philology）研究技术，重建有文字社会的历史及它们之间的關係。为了将这些方法運用於无文字社会，鮑亞士主张田野研究者的任務，就是生产和蒐集无文字社会的文本。这個文本的型態，不仅是编譯当地语言的词汇和语法，更是记录关於社会关系和制度的神話、民间故事、信仰，甚至当地烹調風格的食谱。为了做到這一點，鮑亞士相当依赖与當地識字的民族誌研究者相合作（在夸扣特爾人中，最常合作的對象是乔治·亨特（George Hunt）），且他鼓励学生们将这些人视为寶貴的伙伴，他們在西方社会的地位居於下等，但在理解他们自己文化時他们居於較高地位（见Bunzl 2004: 438-439）。
鮑亞士運用这些方法於1920年发表另一篇文章，其中他重新探討他对夸扣特爾人亲属关系的早期研究。在1890年代晚期，鮑亞士试圖藉由將夸扣特爾人的氏族組織，与它的南北相邻社群的氏族組織相比較，以重建夸扣特爾氏族组织的转变過程。但到了1920年，他反对将夸扣特爾人的親屬群體原则翻译成任何一個英文词彙。他並不是試圖將夸扣特爾人塞進某些更大的模型，而是试图从他们自己的角度，來理解他们的信念和行為。例如，尽管他先前将夸扣特爾人的单字“numaym”译为“clan”（氏族），他在1920年轉而主张，最好将這個單字理解为一大笔特权，没有任何英文单词可用來表達這個意思。男人们透过他们的父母或妻子來保有主張这些特权的權利，而且可透過许多方式來获得、运用這些特權，且代代相傳。正如在他對於交互语音的研究工作，鮑亞士终於认识到，对於夸扣特爾人亲属关系的各種不同的民族学解释方式，是西方人概念范畴的侷限所造成的结果。正如他對于阿拉斯加人针箱的研究工作，他將各種夸扣特爾人行為的變異，視為社会形态与个体创造力之间交互作用的結果。

## 科學家的社會運動家角色
我致力於兩件事情：絕對的學術與精神自由，以及將國家置於個人利益之下；換句話說，促進個人可發展其最佳能力的各種條件；只要這有可能對於傳統加諸於我們的枷鎖產生充分的理解；以及對抗國家或私人組織所施行的威權政策。這意味著投身於真正的民主原則。我反對意圖矇蔽心智的口號教條，無論是哪一種類型的口號(鮑亞士致函杜威，1939年6月11日)。
在其他學科的許多社會科學家往往苦惱於他們「科學」工作的正當性，並不斷強調他們研究工作的超然、客觀與可計量等等性質的重要性。也許因為鮑亞士，如同其他早期人類學家，原先的訓練是自然科學，他與學生們從未表現出這種焦慮。更進一步，他並不相信超然、客觀與可計量等等性質，在使得人類學具有科學性方面是有其必要的。由於人類學家的研究目標有別於物理學家的目標，他推斷人類學家必須運用不同的方法與標準來評估他們的研究。因次，鮑亞士運用統計學研究，來呈現資料的變異程度是依據脈絡而定的，並主張人類變異性的這種依脈絡而定的本質，使得許多對於人種的科學理解所產生的抽象分析與概述(特別是當時的社會演化理論)，事實上變得並不科學。他對於民族誌田野工作的理解，始於一項事實，民族誌研究的對象(例如巴芬島的因紐特人)不僅是客體，更是主體，而且他的研究讓他注意到他們的創造力與動力。更重要的是，他將因紐特人視為老師，因此翻轉了傳統上在科學家與研究客體之間的階層關係。
這項對於人類學家與他們所研究對象之間的關係所做的強調----重點在於，雖然天文學家研究星球；化學家研究元素；植物學家研究植物，但兩者基本上是不同的，然而人類學家與他們所研究的人，同樣都是人類--這意味著人類學家本身可能成為人類學研究的對象。雖然鮑亞士並未有系統地探求這個反方向的研究，他對於交互聲音的研究可以做為一個例子，說明他意識到科學家不應對他們的客觀性感到有信心，因為他們也是透過他們文化的稜鏡來看這個世界。

## 學生與影響力
从1901年到1911年，哥伦比亚大学只产生了七位人类学博士。尽管依據今日的标准，这是非常小的数目，在当时卻足以讓鮑亞士在哥大建立的人類學系，成為美国最卓越的人类学課程。此外，鮑亞士的許多学生继续在其他主要大学建立人类学課程。
鮑亞士的首位博士生是阿尔弗雷德·路易斯·克鲁伯（1901年），他連同鮑亞士的另一位学生罗伯特·罗维（1908年）创建了柏克萊加州大学的人类学系。他也培养了威廉·琼斯（William Jones）（1904年）——首批土著美国印第安人类学家之一（福克斯人（Fox）），在1909年於菲律宾研究时遭到殺害——以及亞伯特·刘易斯（Albert B. Lewis）（1907年）。鮑亞士也培养了其他许多对学院人类学的发展深具影响的学生：弗兰克·斯佩克(1908年)由鮑亞士培养，却在宾州大学取得博士学位，并迅速着手在該校创建人类学系；爱德华·萨丕尔(1909年)和费-库珀·科尔（Fay-Cooper Cole）(1914年)在芝加哥大学发展了人类学系;亚历山大·戈登卫塞(1910年)与埃尔西·克鲁斯·帕森斯（她1899年从哥大获得社会学博士，但后来向鮑亞士学习民族学）在社会研究新学院创立人类学系;莱斯利·斯皮尔（Leslie Spier）(1920年)后来在华盛顿大学和其妻子欧娜·甘瑟(也是鮑亞士的学生)创建人类学系，而梅尔维尔·赫斯科维茨(1923年)在西北大学创立人类学系。他也培养了约翰·里德·斯万顿（在1900年取得哈佛博士之前，曾在哥大向鮑亞士学习两年），保罗·拉丁 (1911年)，露絲·潘乃德(1923年)，格拉迪斯·理查德（Gladys Reichard）(1925年)于1921年在巴纳德学院开始授课，後來升等为教授，露絲·班佐（Ruth Bunzel）(1929年)，亚历山大·莱瑟（Alexander Lesser）(1929)，瑪格麗特·米德(1929)，以及吉恩·韦尔特菲什（Gene Weltfish）（她在1929年论文答辩，尽管她直到1950年哥大降低所需费用后，才正式毕业）。 
他在哥大的学生还包括墨西哥人类学家曼纽尔·加米欧，他在1909到1911年师从鮑亞士后获得碩士學位，并于1917年成为墨西哥人类学局首任局长；以斯帖·戈德弗兰克（Esther Goldfrank）於1919年随鮑亞士前往新墨西哥州從事對普布羅印第安人的研究；吉尔伯特·弗雷耶，他在巴西形塑了“种族民主”的概念；以及人类学家、民俗学家、小说家卓拉·尼尔·赫斯特，她1928年从巴纳德学院畢業——這是附属于哥大的女子学院。
他也影響了克劳德·李維史陀（后者是他在晚年寓居纽约时，於1940年代遇到的。
鮑亞士的幾位学生持續擔任美国人类学会的旗艦期刊《美国人类学家》的编辑：约翰·里德·斯万顿(1911, 1921-1923)，罗伯特·罗维(1924-1933)，莱斯利·斯皮尔（(1934-1938)，以及赫斯科维茨 (1950-1952)。爱德华·萨丕尔的学生John Alden Mason在1945-1949年当编辑，而阿尔弗雷德·路易斯·克鲁伯和罗伯特·罗维的学生沃尔特·戈德施米特（Walter Goldschmidt）在1956-1959年擔任编辑。
鮑亞士的大多数学生同样具有他对谨慎的历史重建的关注，以及他对臆测的演化模型的反感。此外，鮑亞士鼓励他的学生，批評他们自己就如同其他人批評他們一样。例如，鮑亞士起初為他將头骨指数（头骨形態的有系统变異）做為描述遗传特徵的方法提出辯護，但后来在进一步研究后否定了他早期的研究；他同样批评了他自己对（太平洋西北海岸）瓜求圖人语言及神話的早期作品。
鮑亞士的学生受到此种自我批判动力所鼓舞，以及鮑亞士學派致力於從報導人那裡学习，并根据个人的研究发现來塑造論點，因此這些學生迅速偏离了他自己的研究論點。他的学生很快试圖发展鮑亞士普遍反对的鉅型理论。克魯伯使他同事的注意力转向西格蒙德·弗洛伊德以及文化人类学与心理分析二者结合的可能。露絲·潘乃德发展了“文化与人格”以及“国民文化”（national cultures）理论，而克魯伯的学生朱利安·斯图尔德发展了文化生态学及多线演化论。
然而，鮑亞士對於人类学具有不朽的影响。事实上所有人类学家如今都接受鮑亞士对经验論及他的方法论文化相对论的支持。此外，事实上所有文化人类学家如今都分享着鮑亞士对田野研究的贡献，这包括长期居住，学习当地语言，並與報導人发展社会联系。最后，人类学家继续尊崇他对种族主義意识形态的批判。Thomas Gossett在1963年《种族：在美国的一個思想的历史》（Race: The History of an Idea in America）一书中，写道：“在歷史上，鮑亞士在打擊種族主義偏見上，可能比任何人都做得更多。”

## 引用文獻
1. ↑  http://www.franz-boas.com （页面存档备份，存于） - further information about the commemoration of the 150th anniversary of Boas´ birth at Minden e. g. an exposition, a scientific meeting, a theatre play, a special medal, an edition of the diary of Wilhelm Weike, Boas´ servant on Baffin Island
2. ↑  Norman F. Boas, 2004, p. 291 (photo of the graveyard marker of Franz and Marie Boas, Dale Cemetery, Ossining, N.Y.)
3. ↑  Holloway, M. (1997) The Paradoxical Legacy of Franz Boas - father of American anthropology. Natural History. November 1997
4. ↑  .   [2013-02-07]. （原始内容存档于2018-10-29）.
5. ↑  .   [2008-10-22]. （原始内容存档于2020-11-05）.
6. ↑  Douglas Cole 1999 Franz Boas: The Early Years, 1858-1906 p. 280. Washington: Douglas and MacIntyre.
7. ↑  Franz Boas' letter-diary to Marie Krakowizer，1883年11月23日 Baffin Island Letter-Diary, 1883-1884, edited by Herbert Cole (1983:33)
8. ↑  Alexander Lesser, 1981 "Franz Boas" p. 25 in Sydel Silverman, ed. From Totems to Teachers New Yortk: Columbia University Press
9. ↑  A reassessment of human cranial plasticity: Boas revisited （页面存档备份，存于） by Corey S. Sparks and Richard L. Jantz.
10. ↑  Marks, Jonathan  What it Means to be 98% Chimpanzee: Apes, People, and Their Genes, University of California Press, 2003 ISBN 0-520-24064-2 p. xviii  （页面存档备份，存于）
11. ↑  New Answers to Old Questions: Did Boas Get It Right? Heredity, Environment, and Cranial Form: A Reanalysis of Boas’s Immigrant Data 的存檔，存档日期2005-03-25..
12. ↑  Did Boas Get It Right or Wrong? 的存檔，存档日期2004-04-21.

## 資源/延伸閱讀

### 鲍氏著作
- Boas n.d. "The relation of Darwin to anthropology," notes for a lecture; Boas papers (B/B61.5) American Philosophical Society, Philadelphia. Published on line with Herbert Lewis 2001b.
- Boas, Franz 1911 The Mind of Primitive Man ISBN 0-313-24004-3
- Boas, Franz 1912 Changes in the Bodily Form of Descendants of Immigrants. American Anthropologist, Vol. 14, No. 3, July-Sept, 1912.
- Boas, Franz 1912 The History of the American Race. Annals of the New York Academy of Sciences, Vol. XXI, pp. 177-183.
- Boas, Franz 1922 Report on an Anthropometric Investigation of the Population of the United States. Journal of the American Statistical Association, June 1922.
- Boas, Franz 1922 The Measurement of Differences Between Variable Quantities. Quarterly Publication of the American Statistical Association, December, 1922.
- Boas, Franz 1927 The Eruption of Deciduous Teeth Among Hebrew Infants. The Journal of Dental Research, Vol. vii, No. 3, September, 1927.
- Boas, Franz 1935 The Tempo of Growth of Fraternities. Proceedings of the National Academy of Sciences, Vol. 21, No. 7, pp. 413-418, July, 1935.
- Boas, Franz 1940 Race, Language, and Culture ISBN 0-226-06241-4
- Stocking, George W., Jr., ed. 1974 A Franz Boas Reader: The Shaping of American Anthropology, 1883-1911 ISBN 0-226-06243-0
- Boas, Franz 1928 "Anthropology and Modern Life" (2004 ed.) ISBN 0-7658-0535-9

### 受鮑氏影響著作與鮑氏人類學
- Bashkow, Ira 2004 "A Neo-Boasian Conception of Cultural Boundaries" in American Anthropologist 106(3): 443-458
- Bunzl, Matti 2004 "Boas, Foucault, and the 'Native Anthropologist,'" in American Anthropologist 106(3): 435-442
- Cole, Douglas 1999 Franz Boas: The Early Years, 1858-1906 ISBN 1-55054-746-1
- Kuper, Adam  1988 The Invention of Primitive Society: Transformations of an Illusion ISBN 0-415-00903-0
- Kroeber, Alfred 1949 "An Authoritarian Panacea" in American Anthropologist 51(2) 318-320
- Lesser, Alexander 1981 "Franz Boas" in Sydel Silverman, ed. Totems and Teachers: Perspectives on the History of Anthropology ISBN 0-231-05087-9
- Lewis, Herbert 2001a "The Passion of Franz Boas" in American Anthropologist 103(2): 447-467
- Lewis, Herbert 2001b "Boas, Darwin, Science and Anthropology" in Current Anthropology 42(3): 381-406  (On line version contains transcription of Boas's 1909 lecture on Darwin.)
- Stocking, George W., Jr. 1968 "Race, Culture, and Evolution: Essays in the History of Anthropology" ISBN 0-226-77494-5
- Stocking, George W., Jr., ed. 1996 Volksgeist as Method and Ethic: Essays on Boasian Ethnography and the German Anthropological Tradition ISBN 0-299-14554-9

### 鮑亞士、人類學及其猶太認同
- Glick, Leonard B. 1982 "Types Distinct from Our Own: Franz Boas on Jewish Identity and Assimilation" in American Anthropologist 84(3) pp. 545-565.
- Frank, Gelya 1997 "Jews, Multiculturalism, and Boasian Anthropology" in American Anthropologist 99(4), pp. 731-745.
- Mitchell Hart 2003 "Franz Boas as German, American, Jew." In German-Jewish Identities in America, eds. C. Mauch and J. Salomon (Madison: Max Kade Institute), pp. 88-105.
- Kevin MacDonald 1998 The Culture of Critique: An Evolutionary Analysis of Jewish Involvement in Twentieth-Century Intellectual and Political Movements -- chapter 2 provides a critique of Boas, by resurrecting the Nazi notion of "Jewish science".

## 外部連結
- A reassessment of human cranial plasticity: Boas revisited （页面存档备份，存于） -- Summary of critical paper by Corey S. Sparks and Richard L. Jantz.
- Heredity, Environment, and Cranial Form -- article confirming Boas's research, by Clarence C. Gravlee, H. Russell Bernard, and William R. Leonard
- Franz Boas Out of the Ivory Tower （页面存档备份，存于） -- essay on the relationship between the academy and politics, drawing on the example of Boas
- The Great Social Anthropology Scam, Chris Brand — article from The Occidental Quarterly, a website and journal advocating  white nationalist opinions, examining what the author describes as the "destructive legacy of Franz Boas".